# Henderson (Nouvelle-Zélande)
Pour les articles homonymes, voir Henderson.
Henderson est une banlieue majeure de la ville d’Auckland, située dans l’Île du Nord de la Nouvelle-Zélande.

## Situation
Elle est localisée à 13 km à l’ouest du centre-ville de la cité d’Auckland et à 2 km à l’ouest du fleuve Whau, un bras sud-ouest du port de Waitematā Harbour.

## Population
La population d’Henderson était de 4 026 habitants selon le recensement néo-zélandais de 2006 en Nouvelle-Zélande, en augmentation de 123 résidents par rapport à 2001.

## Gouvernance
La banlieue est située dans le ward de Waitakere (en), une des treize divisions administratives du Conseil d'Auckland.
Les gares sont gare d’Henderson (en) et gare de Sturges (en)

## Toponymie
La banlieue fut nommée d’après le nom d’un des premiers colons Thomas Henderson (en), qui fonda une scierie dans le secteur dès 1847 pour débiter les troncs de kauri qui étaient coupés dans la vallée d’Henderson et extraits des flancs est des chaînes de Waitakere.

## Activité économique
La ville d’Henderson est caractérisée par un important centre de commerce nommé WestCity Waitakere (en), avec de nombreux autres magasins et des surfaces de vente à grandes échelles situées aussi dans le secteur.

## Activités artistiques
À la limite d’Henderson se trouve le Corban's Wine Estate, un établissement majeur de la Nouvelle-Zélande. Le Corban's Estate Arts Centre abrite tous les ans le InterACT Disability Arts Festival (en) ,.

## Transports
La ligne de chemin de fer de la ligne de chemin de fer ouest d’Auckland (en) passe à travers la banlieue avec la station de gare d’Henderson (en), qui est adjacente au centre de la ville et au principal centre commercial, ainsi qu’à la gare routière. Juste à côté, la piscine de « West Wave » d’Henderson, appartenant au Conseil d'Auckland, fut construite pour accueillir les épreuves aquatiques des jeux du commonwealth de 1990 (en).
À l’extrémité nord de la banlieue d’Henderson, près de l’échangeur autoroutier de Lincoln Road, le ferry de Toroa (en), un ferry historique, restauré, est bien connu comme un élément caractéristique du paysage. Le deux principaux chemins piétons et cyclables du projet des deux cours d’eau (en) traversent également la banlieue.

## Gouvernance
Le membre local du Parlement pour le secteur d’Henderson est Phil Twyford (en), le MP pour le secteur de Te Atatu, qui a un bureau dans la banlieue d‘Henderson.

## Éducation
- La école secondaire d’Henderson (en) est une école secondaire (allant de l’année 9 à 13) avec un taux de décile de 4 et un effectif de 932 élèves[5].
- L’école d‘Henderson Intermédiate est une école intermédiaire (allant de l’année 7 à 8) avec un taux de décile de 3 et un effectif de 531 élèves[6].

L’école supérieure est fondée en 1953 et l’école intermédiaire fut instituée en 1960 .
- Il y a deux écoles secondaires catholiques : collège de filles d’Henderson (en) (pour les filles) ouvert en 1952, transférée à Henderson en 1967 avec un décile de 6) et le collège Liston (en) (pour les garçons), ouvert en 1974 avec un décile de 5.

- Les écoles d’Henderson et Henderson Sud sont des écoles primaires publiques (allant de l’année 1 à 6) avec un taux de décile de 3 et 2, et respectivement, un effectif de 168 élèves[8] et de 247 élèves[9]. L’école d’Henderson fut fondée en 1873[10] et celle d’Henderson Sud, en 1967[11].
- L’école Holy Cross, une école primaire catholique, qui assure seulement le primaire (allant de l’année 1 à la 8) avec un taux de décile de 4 et un effectif de 481 élèves[12].

Elle a célébré le jubilé de son 75e anniversaire en 2007.